# Majste

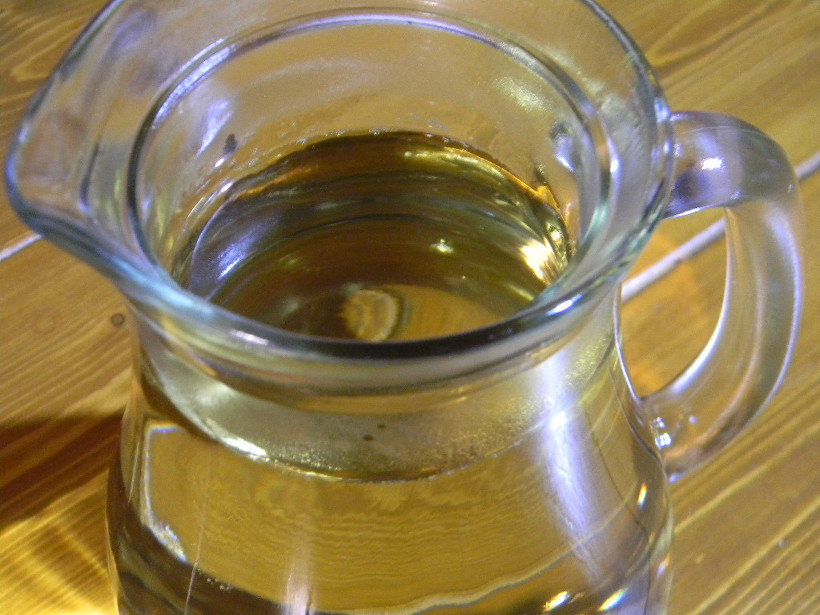
Oksusu-cha

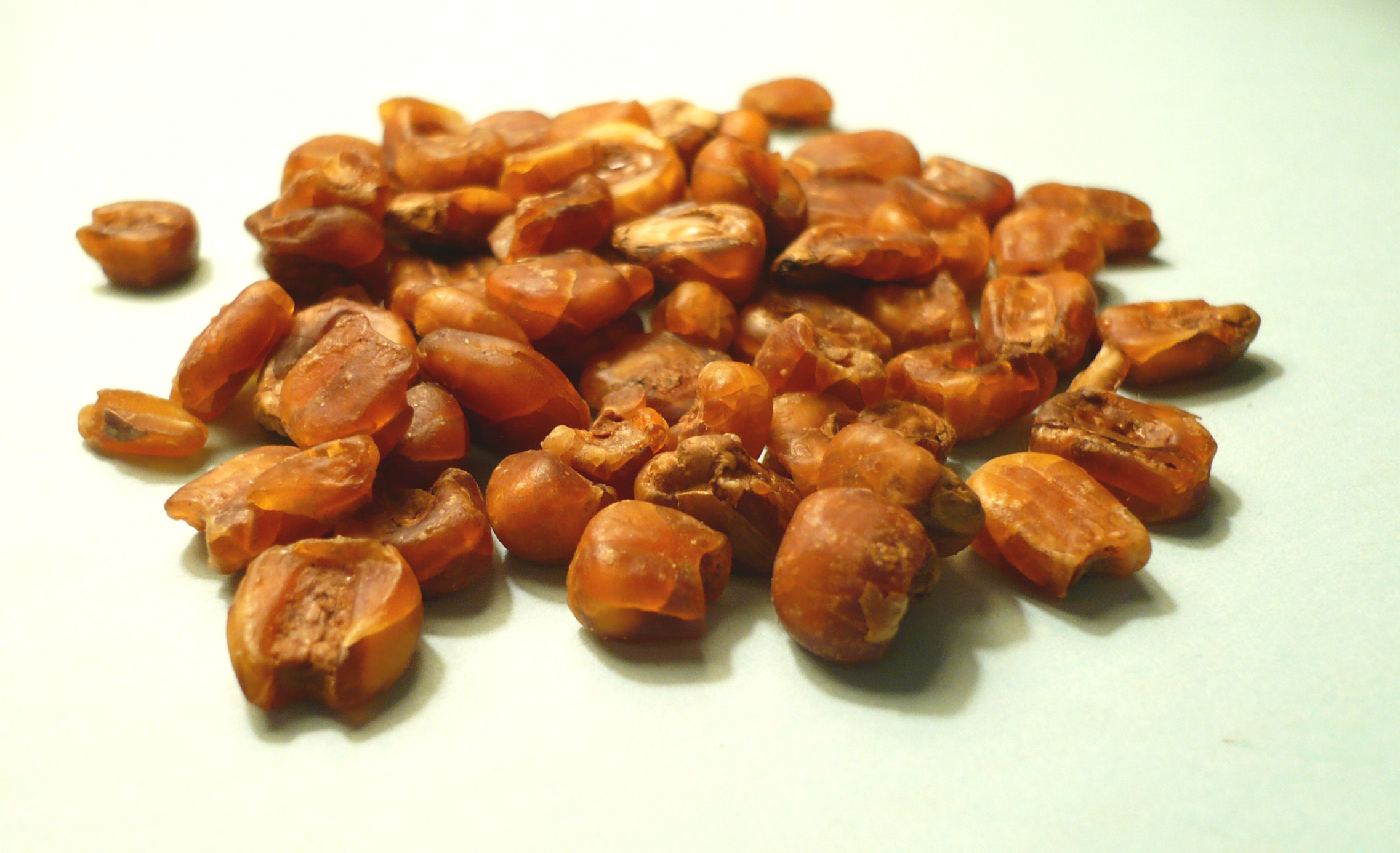
Oksusu-cha

Majste (koreanska: 옥수수차 oksusu-cha) är en traditionell koreansk   drycksom tillverkas av kokt rostad majs. Det innehåller inga teblad. Oksusu cha kombineras ofta med boricha (보리차, rostat kornte).